# Vallée de l'Arve
Vallée de l'Arve este o arie protejată (arie de protecție specială avifaunistică — SPA) din Franța întinsă pe o suprafață de 757 ha, integral pe uscat.

## Localizare
Centrul sitului Vallée de l'Arve este situat la coordonatele 46°06′40″N 6°20′54″E / 46.1112°N 6.34825°E.

## Înființare
Situl Vallée de l'Arve a fost declarat arie de protecție specială avifaunistică în baza directivei 79/409 din 1979 referitoare la conservarea păsărilor sălbatice pentru a proteja 19 specii de animale.

## Biodiversitate
Situată în ecoregiunea alpină, aria protejată nu include niciun habitat protejat.
La baza desemnării sitului se află mai multe specii protejate de  păsări (19): fluierar de munte (Actitis hypoleucos), pescăruș albastru (Alcedo atthis), rață mare (Anas platyrhynchos), stârc cenușiu (Ardea cinerea), stârc roșu (Ardea purpurea), buhai de baltă (Botaurus stellaris),  prundaș gulerat mic (Charadrius dubius), egretă albă (Egretta alba), egretă mică (Egretta garzetta), lișiță (Fulica atra), găinușă de baltă (Gallinula chloropus), stârc pitic (Ixobrychus minutus), sfrâncioc roșiatic (Lanius collurio), gaia neagră (Milvus migrans), gaia roșie (Milvus milvus), rață cu ciuf (Netta rufina), stârc de noapte (Nycticorax nycticorax), corcodel mare (Podiceps cristatus), cristei de baltă (Rallus aquaticus)
Pe lângă speciile protejate, pe teritoriul sitului au mai fost identificate 12 specii de păsări.